# 丁业现
丁业现（1960年10月—），男，汉族，山东阳谷人，中华人民共和国政治人物。山东省电子工业学校（现升为山东电子职业技术学院）电子计算机专业毕业，四川省工商管理学院工商管理专业在职研究生学历。中共第十九届中央委员会候补委员。

## 生平
1978年1月参加工作，任职于西藏自治区山南地区供电所。1985年9月，在山东省电子工业学校电子计算机专业学习。
1988年7月，在山南地区供电所工作。1989年11月，任山南地区工业电力局电力调度室副主任、电力科科长。1990年8月加入中国共产党。1993年3月，任工业电力局副局长。1996年12月，任山南地区经济贸易体制改革委员会党组副书记、主任。1998年11月，任山南地区财政局党组副书记、局长。2000年4月，任西藏自治区财政厅党组成员、副厅长。2003年1月，任西藏自治区财政厅党组副书记、厅长。
2009年1月，任西藏自治区人民政府党组成员、主席助理。2010年9月，任西藏自治区副主席。2013年6月，任中共西藏自治区党委常委，区政府党组副书记、常务副主席（2015年1月至2016年4月，兼任西藏自治区旅游发展委员会党组书记、主任）。2016年11月，任中共西藏自治区党委副书记，区政府党组副书记、常务副主席。2017年6月，任中共西藏自治区党委常务副书记、自治区政协党组书记。2017年10月，中国共产党第十九次全国代表大会上当选中国共产党第十九届中央委员会候补委员。2021年1月，补选为西藏自治区人大常委会副主任。